# Rio Sakurai
Rio Sakurai (jap. 櫻井 梨央 Sakurai Rio; ur. 11 listopada 2005 w Tokio) – japońska piosenkarka i idolka, członkini 16. generacji żeńskiej grupy idolek Morning Musume.

## Życiorys
W 2021 roku zgłosiła się na przesłuchanie „Hello! Project New Member Audition 2021” (ハロー!プロジェクト 新メンバーオーディション2021), ale nie powiodło jej się w czwartej rundzie i odpadła.
29 czerwca 2022 roku ogłoszono, że Sakurai przeszła finałową rundę wspólnego przesłuchania Hello! Project dla nowych członkiń „Morning Musume '22” i „Juice=Juice”, dołączając do grupy Morning Musume. 21 grudnia zadebiutowała z grupą singlem „Swing Swing Paradise/Happy birthday to Me!”.
29 czerwca 2023 roku wydała swoją pierwszą solową fotoksiążkę „梨央 17歳”.
30 kwietnia 2024 roku wystąpiła w programie telewizyjnym „Omouma” (櫻井梨央).

## Publikacje

### Fotoksiążka
- 梨央 17歳 (29 czerwca 2023, Wydawnictwo Odyssey, Fotograf: Gota Suzuki)  ISBN 978-4-908643-90-3[6]